# Бурман, Василий фон
Василий фон Бурман (в монашестве Владимир; 15 (27) декабря 1891, Варшава — 30 октября 1959, аббатство святого Прокопия, Лайл, Иллинойс, США) — католический иеродиакон ордена Святого Бенедикта византийского обряда, церковный историк, участник Русского апостолата, деятель Русского зарубежья.

## Биография
Родился в 1891 году в Варшаве в семье префекта полиции, происходившего из балтийских немцев. В период Гражданской войны служил у Антона Деникина и Петра Врангеля в чине полковника. Эмигрировал вместе с семьёй в 1921 году в Югославию, жил в Хорватии. Во время Второй мировой войны вошёл в Русский охранный корпус. Супруга была убита титовскими партизанами.
Василий фон Бурман в 1945 году перешёл в католичество в аббатстве Нидеральтайх в Баварии. 22 августа 1949 года там же принял монашеский постриг с именем Владимир. Через несколько лет уехал во Францию, где работал над переводом на русский язык «Истории одной души» Терезы из Лизьё. В 1955 году епископом Павлом Мелетьевым рукоположён в сан иеродиакона. В 1956 году приступил к написанию биографии экзарха Апостольского экзархата России Леонида Фёдорова, которая была издана в Риме патриархом УГКЦ Иосифом Слипым в 1966 году. Далее уехал в США, где перевёл эту биографию на английский язык.
Скончался 30 октября 1959 года в аббатстве святого Прокопия в Лайл, пригороде Чикаго, США. Похоронен на кладбище аббатства.

## Публикации
- Леонид Федоров: Жизнь и деятельность. — Рим, 1966. — 833 с. — (Publicationes scientificae et litterariae «Studion» monasteriorum studitarum; № 3-4).
  - Леонид Федоров: жизнь и деятельность. — Второе издание (репринтное) — Львів: Місійне згромадження святих Кирила і Методія, 1993. — 864 с.
- Духовный путь Ю. Н. Данзас. От рационализма к Вселенской Церкви // Символ. 1997. — № 37. — С. 7—104.